# میکروفیزیک
میکروفیزیک به بخشی از فیزیک دلالت می‌کند که به مطالعه پدیده‌هایی می‌پردازد که در مقیاس میکروسکوپی (مقیاس طول کوچکتر از ۱ میلی‌متر) روی می‌دهند و بخش‌های زیر را دربر می‌گیرد:
- مکانیک کوانتوم
- فیزیک مولکولی
- فیزیک اتمی
- فیزیک هسته‌ای
- فیزیک ذرات
- فناوری نانو